# Íxkovo
Íxkovo (en rus: Ишково) és un poble de l'óblast de Saràtov, a Rússia, segons el cens del 2010 tenia 97 habitants. Pertany al districte municipal d'Ivantéievka.